# Chris Hamilton
Chris Hamilton (18 de mayo de 1995) es un ciclista australiano, miembro del equipo Team Picnic PostNL.

## Palmarés
2016
- 1 etapa del Tour de Tasmania

## Resultados en Grandes Vueltas y Campeonatos del Mundo
| Carrera         | Carrera         | 2014 | 2015 | 2016 | 2017  | 2018  | 2019 | 2020 | 2021 | 2022 | 2023 | 2024 | 2025 |
| --------------- | --------------- | ---- | ---- | ---- | ----- | ----- | ---- | ---- | ---- | ---- | ---- | ---- | ---- |
|                 | Giro de Italia  | —    | —    | —    | —     | 103.º | 34.º | 29.º | 45.º | 39.º | ―    | 36.º | 47.º |
|                 | Tour de Francia | —    | —    | —    | —     | —     | —    | —    | —    | 37.º | 46.º | —    | —    |
|                 | Vuelta a España | —    | —    | —    | 121.º | —     | —    | —    | 64.º | —    | 63.º | 68.º | —    |
| Mundial en Ruta | Mundial en Ruta | —    | —    | —    | —     | Ab.   | —    | Ab.  | —    | —    | —    | Ab.  | —    |

—: no participa

Ab.: abandono